# غريغ جونز
غريغ جونز (3 مارس 1961 في الولايات المتحدة - ) (بالإنجليزية: Greg Jones)‏ هو لاعب كرة سلة أمريكي في مركزي مدافع مسدد الهدف وهجوم خلفي. لعب مع كواد سيتي ثندر وويسكونسن فلايرز ‏ وإيفانسفيل ثاندر ‏.

## وصلات خارجية
- غريغ جونز على موقع سبورتس رفرنس (الإنجليزية)
- غريغ جونز على موقع كلية كرة السلة في سبورتس رفرنس.كوم (الإنجليزية)
- غريغ جونز على موقع ريلجم (الإنجليزية)